# Kazimierz Koperski

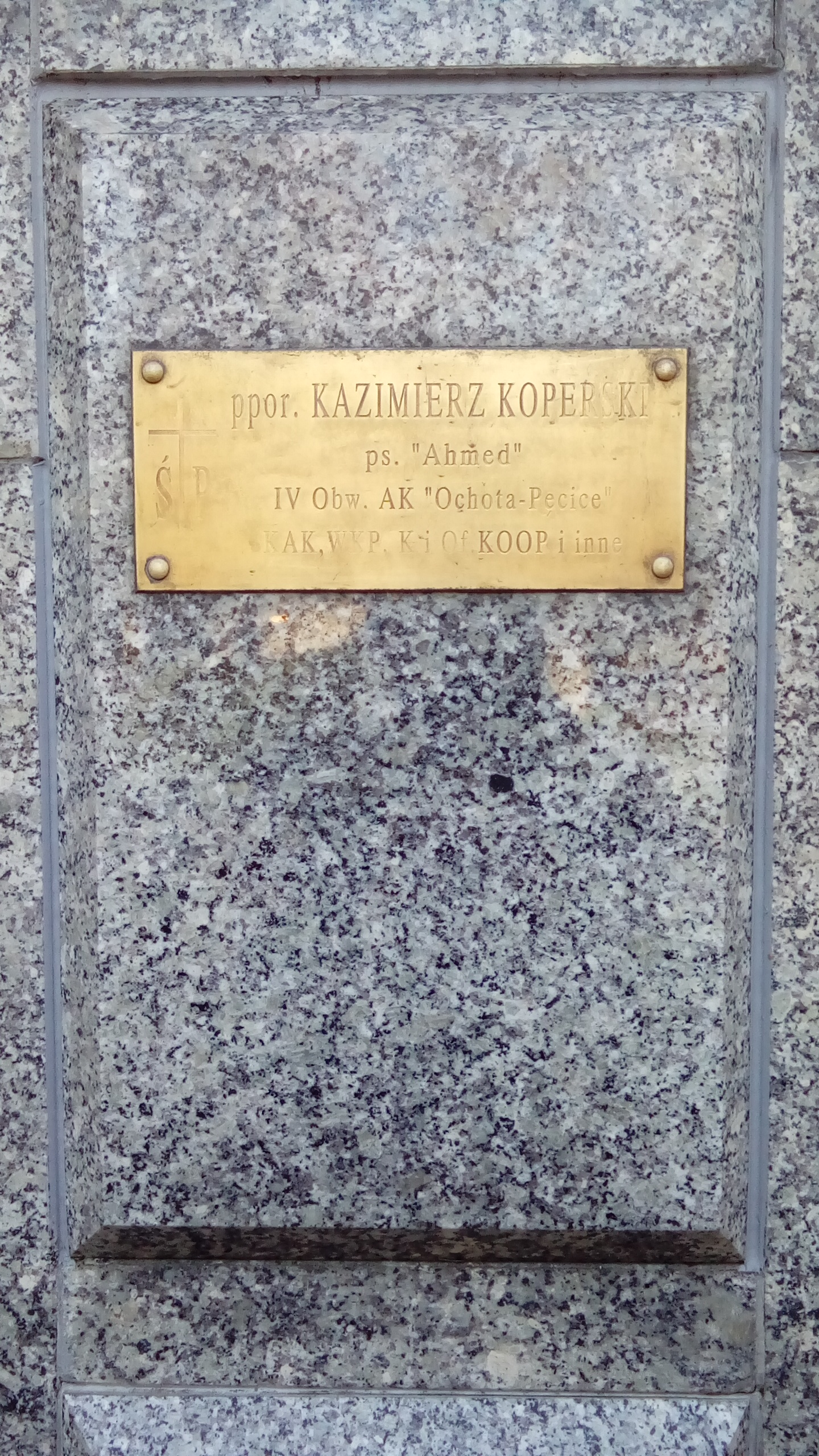
Grób Kazimierza Koperskiego na Cmentarzu Wojskowym na Powązkach

Kazimierz Koperski pseudonim „Ahmed” (ur. 2 stycznia 1922, zm. 26 maja 2015) – polski żołnierz podziemia niepodległościowego w czasie II wojny światowej w ramach Armii Krajowej, uczestnik powstania warszawskiego w stopniu kaprala podchorążego (IV Obwód „Grzymała” Warszawskiego Okręgu AK), dyrektor departamentów w Ministerstwie Budownictwa.
Został pochowany na Cmentarzu Wojskowym na Powązkach (kwatera D18-kolumbarium lewe A-10-3).

## Wybrane odznaczenia
- Krzyż Oficerski Orderu Odrodzenia Polski,
- Krzyż Armii Krajowej,
- Warszawski Krzyż Powstańczy[4].